# Templo de Júpiter Doliqueno
Templo de Júpiter Doliqueno (em latim: Aedes Iuppiter Dolocenum) era um templo romano dedicado a Júpiter Doliqueno localizado no monte Aventino, em Roma.

## História
Construído na época de Antonino Pio e as estampas nos tijolos atestam uma data de construção posterior a 138; há ainda uma inscrição datada em 150. Na segunda metade do século II, o templo recebeu um telhado (era inicialmente a céu aberto), como indicam as estampas nas telhas. A estrutura foi restaurada muitas vezes, sobretudo no século III, quando o culto de Júpiter Doliqueno, uma divindade oriunda da Ásia Menor, protetor dos soldados, chegou no auge.
O templo foi citado nos Catálogos regionários e, graças a várias descobertas, foi localizado na área vizinha das igrejas de Santi Bonifacio e Alessio e Santa Sabina. Vestígios foram encontrados em 1935, durante as obras para a abertura da Via San Domenico, que permitiu a escavação do lado norte e parte de um dos lados menores. Durante as obras, foram descobertos um pátio e restos de uma fase mais antiga, provavelmente da época de Augusto. A planta total media cerca de 22,60 por 12 metros e estava dividida numa sala muito vasta precedida por um átrio e seguida por um terceiro recinto quase quadrado.
O ambiente central era o mais importante e ali foi descoberto um altar e uma grande inscrição citando Júpiter Doliqueno dedicada por Ânio Juliano e Ânio Vítor. No edifício, foram descobertas diversas estátuas, relevos e inscrições, evidências de um culto sincrético, cujo objetivo era agregar várias divindades diferentes, especialmente as dos edifícios sagrados vizinhos no Aventino: Diana, Ísis, Serápis, Mitra, os Dióscuros, Sol e Luna. Todos estes objetos estão hoje expostos nos Museus Capitolinos.